# 斜額深海擬野鱸
斜額深海擬野鱸為輻鰭魚綱鱸形目鱸亞目尖棘鯛科的一種，為亞熱帶海水魚，分布於西太平洋海域，體長可達46公分，棲息在底中層水域，生活習性不明。

## 擴展閱讀
維基物種上的相關：斜額深海擬野鱸